# Джерела в селі Нище
Джерела в селі Нище — гідрологічна пам'ятка природи місцевого значення в Україні.
Пам'ятка природи розташована біля с. Нище Тернопільського району Тернопільської області, витік р. Серету.
Статус пам'ятки надано рішенням виконавчого комітету Тернопільської обласної ради від 23 жовтня 1972 р. № 537.
Площа — 0,15 га.